# Briliáns elmék
A Briliáns elmék (eredeti címén: Suits) 2011 júniusában indult TV dráma a USA Networkön, melynek főszereplői Gabriel Macht és Patrick J. Adams. Az első évad 12 résszel 2011. június 23-án indult egy 90 perces epizóddal. A második évad 16 résszel folytatta a történetet, melyből 10-et nyáron és 6-ot télen vetítettek. A harmadik évad követte a második évad beosztását, így újabb 16 résszel indult a harmadik évad 2013 nyarán. Magyarországon a TV2 műsorán volt látható Briliáns elmék néven 2013. szeptember 6-tól minden pénteken, a 2. évad Magyarországi premierje 2014. április 11-én volt.

## Áttekintés

### Első évad (2011)
Mike Ross (Patrick J. Adams) egy természetesen intelligens ember, eidetikus vagy fotografikus (fotószerű) memóriával.

Mike gyerekkori álma volt, hogy ügyvéd legyen majd ha felnő. Ez az álom azonban elszállt, amikor elkapták, hogy egy matektesztet ad el a dékán lányának. Mike azóta abból él, hogy más emberek helyett ír meg fontos vizsgákat, különösen LSAT vizsgákat, ami a kötelező felvételi vizsga (Amerikában) a jogi egyetemekre. Azonban ahhoz hogy a nagymamája egy ápolói otthonban maradhasson nincs elég pénze, így elfogadja legjobb barátja Trevor (Tom Lipinski) ajánlatát, hogy leszállít egy táska marihuánát egy hotelszobába.
Harvey Specter (Gabriel Macht) egyike New York legjobb ügyvédeinek. A cég, ahol dolgozik most léptette elő vezető partnerré, így a cég irányelvei szerint fel kell vennie egy társat/segédet.

Mike rájön a hotelben, hogy felültették, amikor két álruhás rendőr áll a folyosón. Nem szállítja le a fűvel teli táskát, hanem elmenekül. Menekülés közben teljesen véletlenül betoppan az ugyanabban a hotelben lévő állásinterjúra, amit Harvey tart. Miután Harvey titkára Donna (Sarah Rafferty) beengedi Mike-ot, Mike lenyűgözi Harvey-t eszével és a törvények enciklopédia szerű tudásával. Annak ellenére, hogy a cég csak a Harvardról alkalmaz végzősöket, Harvey felveszi Mike-ot, és úgy tesznek mintha Mike a Harvardon végzett volna.
A cégnél Mike Harvey segédje, de az összes Mike-hoz hasonló ügyvédjelöltnek mind a Harvery-ra féltékeny, kis partnernek, Louis Litt-nek (Rick Hoffman) felelnek, aki folyamatosan terrorizálja őket.
Trevortól nehezen tartja távol magát Mike. Igaz Trevor már nem díler, de nem tud elfutni a múltja elől. Azután hogy Mike és Harvey megmenti Trevor életét, Trevor átköltözik egy másik államba. Amíg Trevor távol van Mike randizni kezd Trevor exével Jenny-vel (Vanessa Ray).
Mike hamar megbarátkozik a cég jogi asszisztensével is, Rachel Zane-el, aki túlzott "teszt-stressze" miatt, nem tudott felvételt nyerni a Harvardra. Kettejük kapcsolata később még bonyolódik a sorozat folyamán, hiszen kölcsönösen vonzódnak egymáshoz.
Mikor Trevor visszatér New Yorkba, megtudja hogy Mike Jenny-vel jár. Trevor úgy áll bosszút, hogy elmondja a cég vezetőjének, Jessica Pearson-nek (Gina Torres), hogy Mike valójában sose végzett el egy jogi egyetemet sem.

### Második évad (2012-13)
A második évad legelején visszatér Daniel Hardman (David Costabile) a cég volt vezetője, aki Jessica-val együtt alapította a Pearson Hardman-t. Hardman Jessica vezető pozícióját akarja vissza/megszerezi. Mike megtarthatja az állását emiatt.
Travis Tanner (Eric Close) visszatér és megvádolja Harvey-t bizonyíték visszatartással, és azt akarja hogy felfüggesszék Harvey-t. Donna megtalálja az eltünt dokumentumot, amin az ő pecsétje volt. De se ő se Harvey nem látta még életükben ezt a dokumentumot, pedig egyikük se hibázik soha. Donna pánikba esik és elpusztítja a memo-t. Donnát Jessica ezután elbocsátja. Hardman megzsarolja eközben Tanner-t aki így ejtené a vádakat, ha minden Partner fizet 100 000 dollárt. Így a partnerek megszavazzák hogy tárgyalást vagy az megegyezést választják. Az utóbbi nyer, és kihasználva a lehetőséget Hardman rögtön indítványozza, hogy a következő ülésen szavazzanak, hogy ő vagy Jessica vezesse a céget. A két fél támogatottsága egyenlő, ezért Hardman előlépteti Louis-t névadó partnerré, hogy megszerezze szavazatát. Jessica és Harvey próbálják Louis-t maguk mellé állítani újra, de nem járnak sikerrel. Hardman nyeri meg a szavazást, azonban Harvey és Mike rájön, hogy valójában Hardman írta azt a dokumentumot, amivel Tanner támadta a céget és Harvey-t. Ezek után Hardmant végérvényesen kiszavazzák a cégből és Jessica két nap után újra a cég vezetőjévé válik.

### Harmadik évad (2013-14)
Október 12-én a USA Network engedélyt adott a sorozat folytatására, így 2013 nyarán érkezik a harmadik évad.

## Szereplők

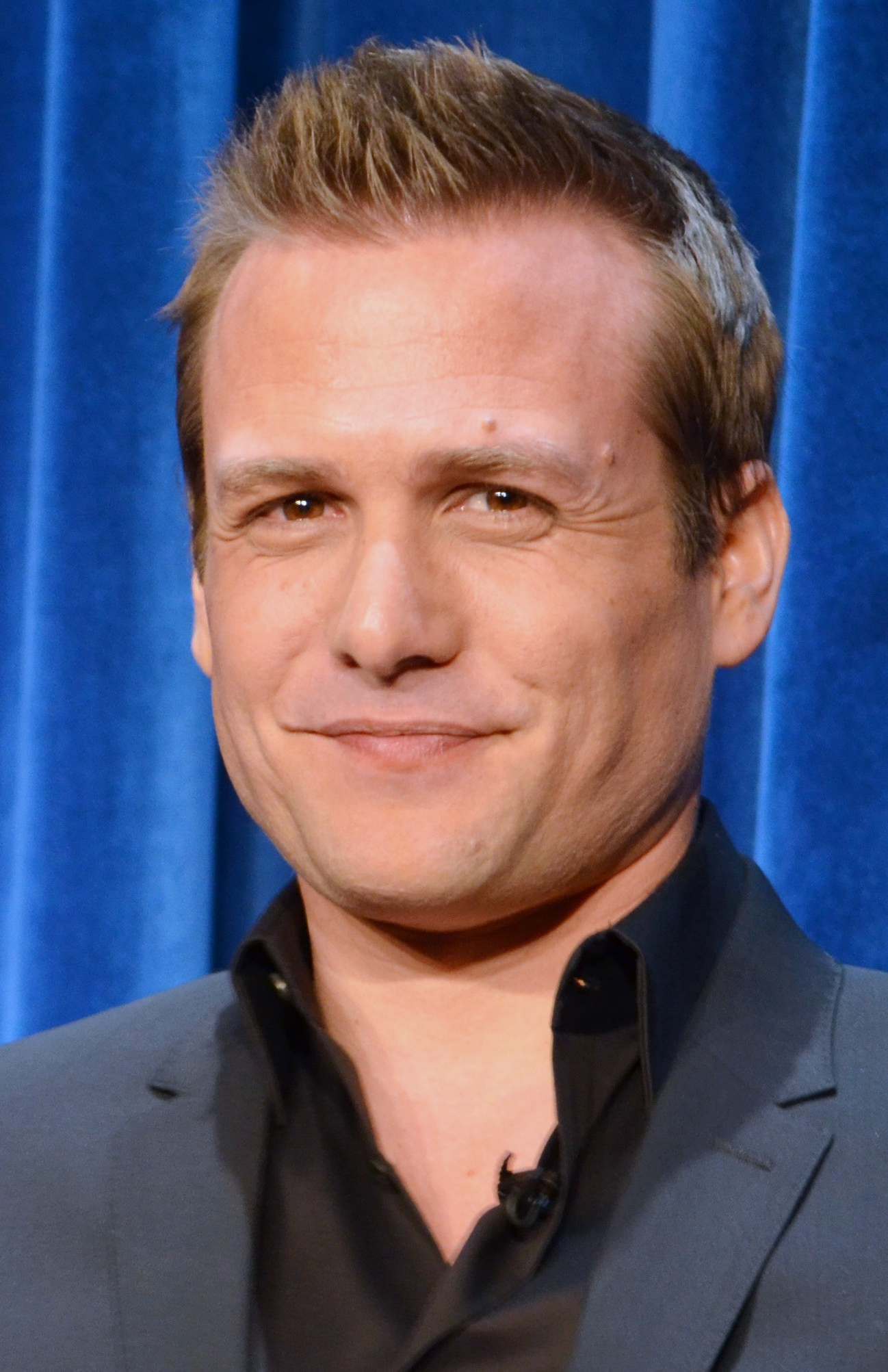
Gabriel Macht
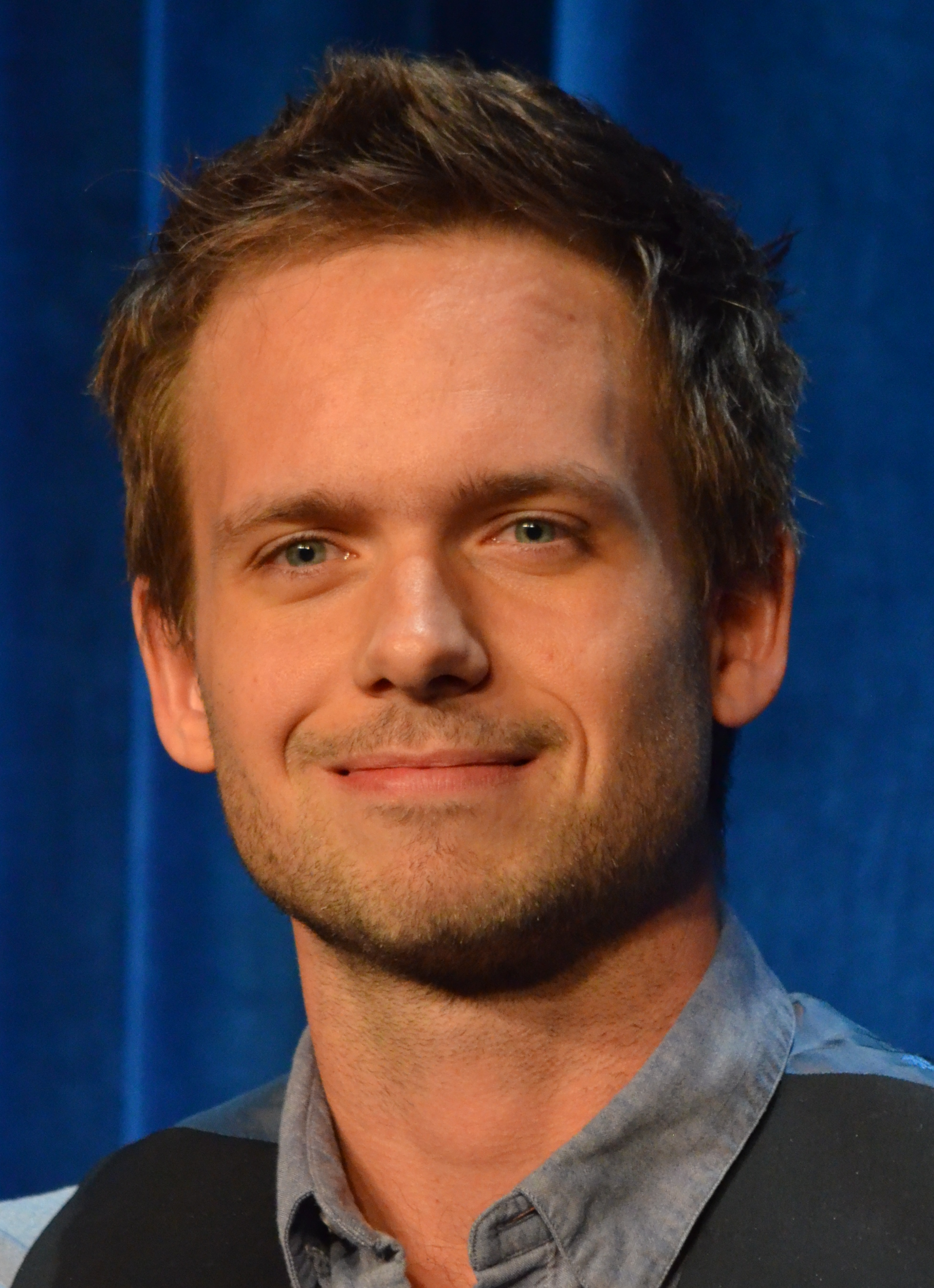
Patrick J. Adams
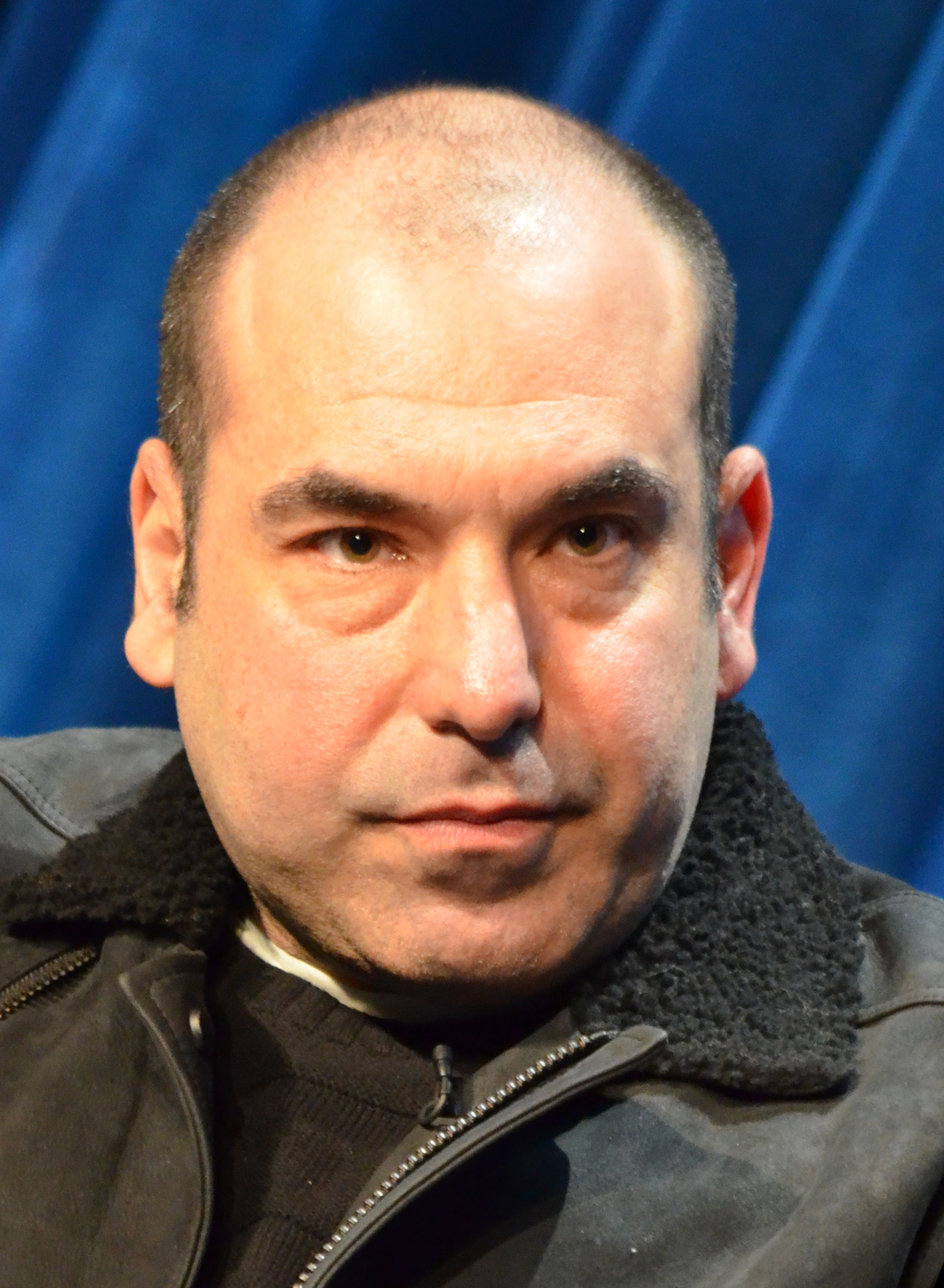
Rick Hoffman
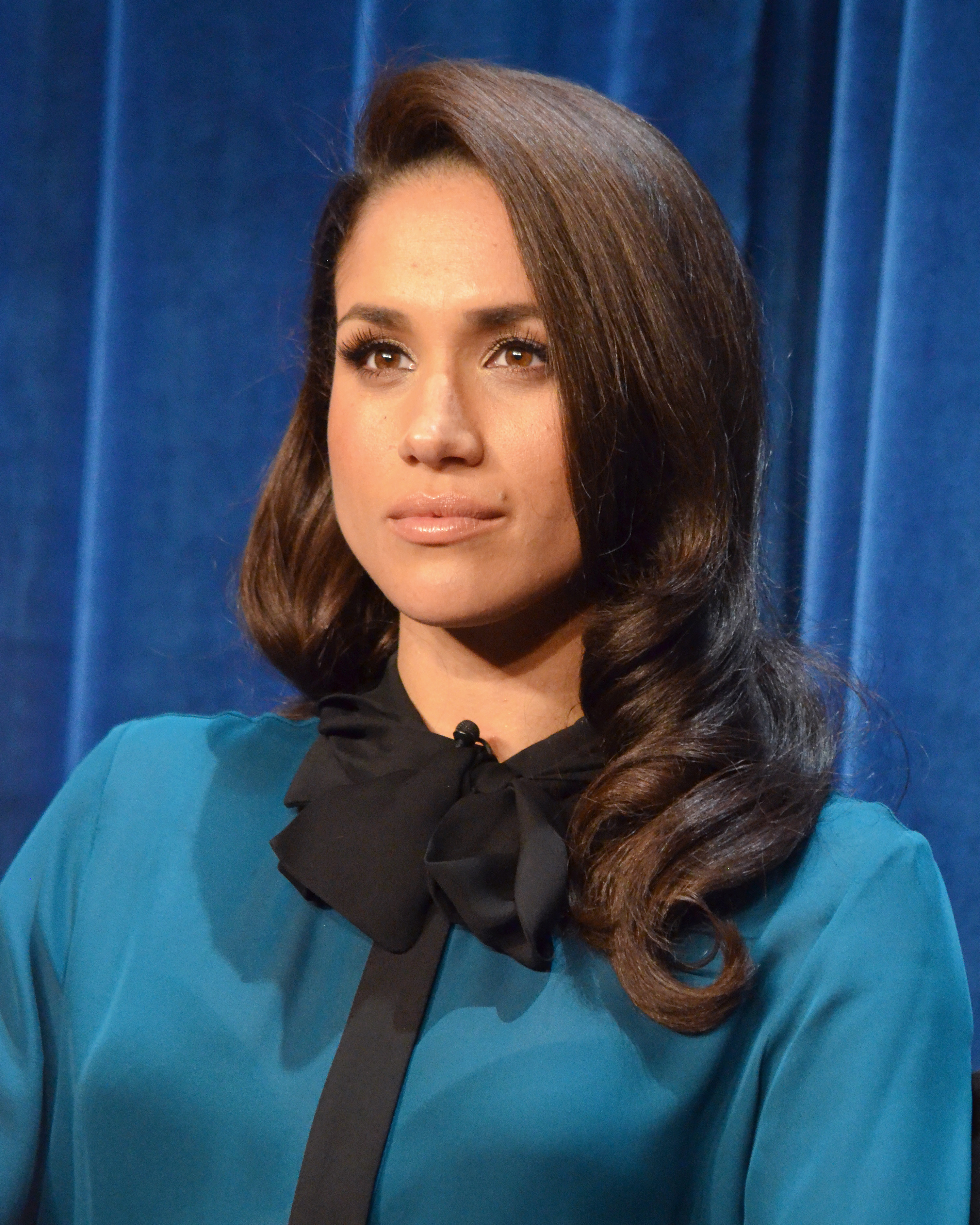
Meghan Markle
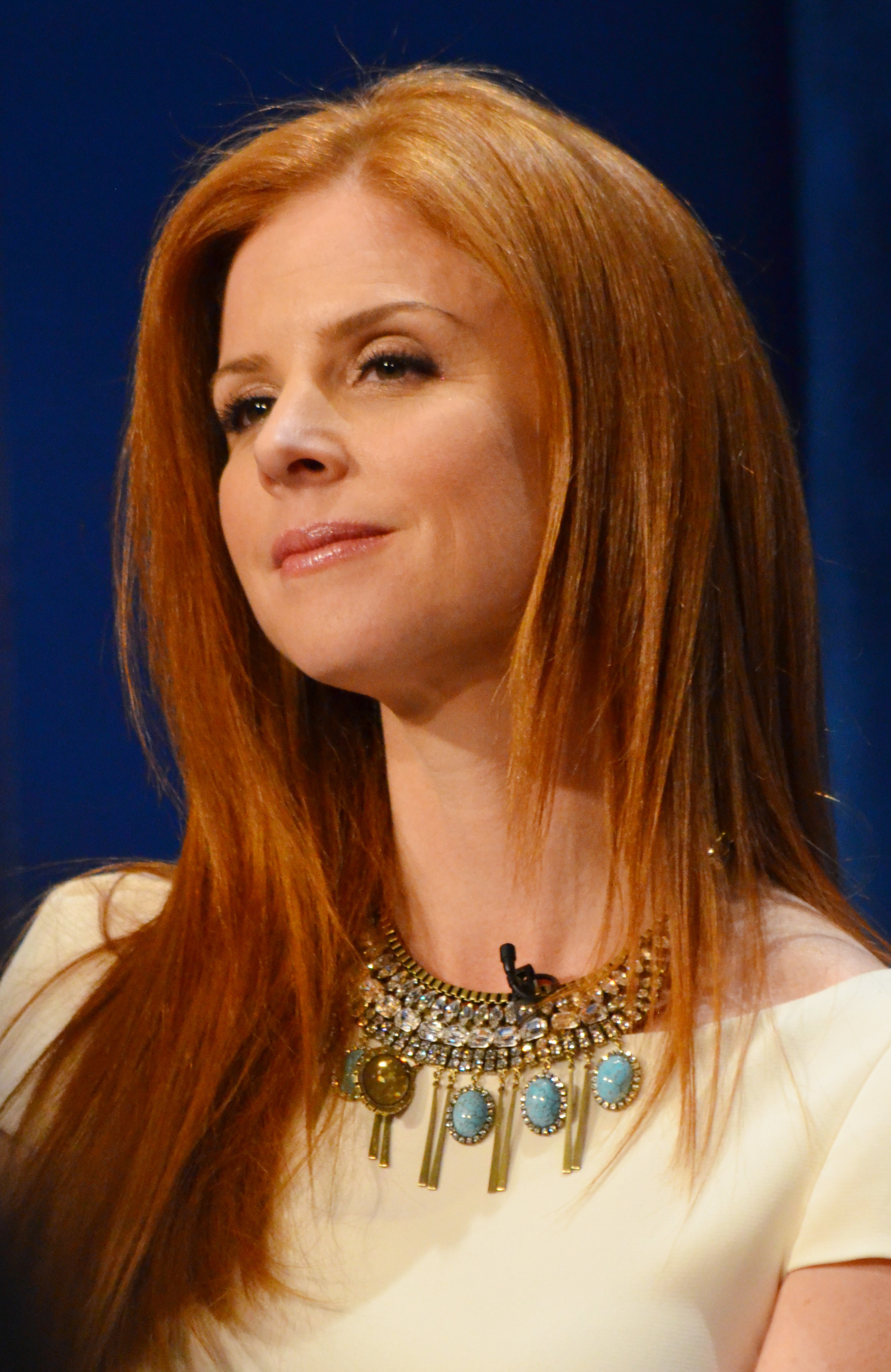
Sarah Rafferty
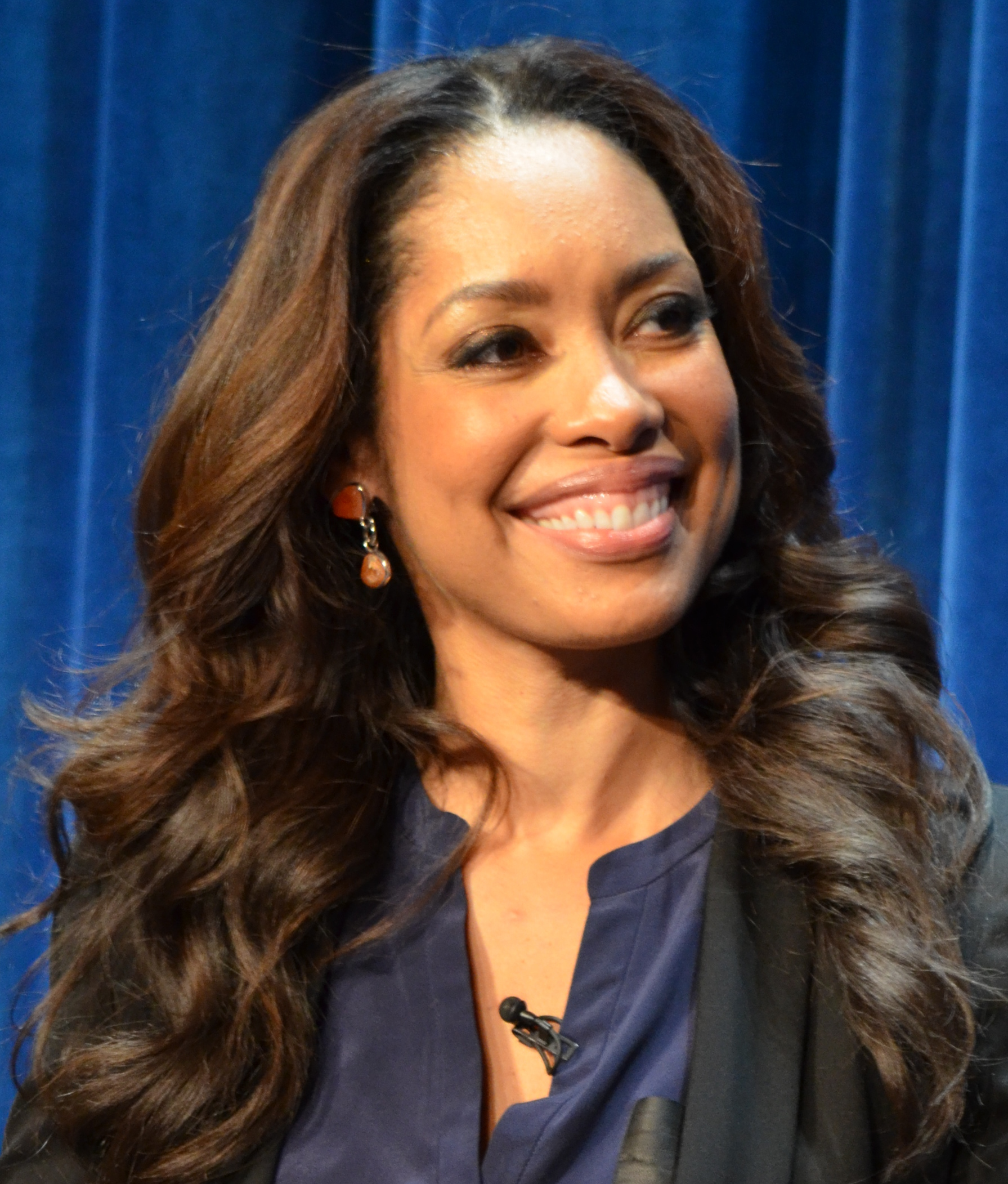
Gina Torres

### Főszereplők
- Gabriel Macht (szinkron: Barát Attila) személyesíti meg Harvey Spectert, aki egy vállalati ügyvéd a Pearson Hardman névre hallgató ügyvédi cégnél, és ő New York City legjobb védője. Előléptették vezető partnerré még az első részben, és ő Mike mentora. Nem kötődik érzelmileg egyik ügyfelével sem, csak a győzelem érdekli, amiért bármit megtenne hogy nyerjen, kivéve azt hogy eltussolja az igazságot.
- Patrick J. Adams (szinkron: Haumann Máté) személyesíti meg Michael "Mike" Rosst, aki sose járt jogi egyetemre, mégis fotószerű memóriájának köszönhetően, enciklopédia szerűen tudja a törvényeket. Harvey-t lenyűgözi Mike elhivatottsága, hogy kiváló ügyvéd váljon belőle, így Harvey felveszi társnak Mike-ot az első részben. Mike ártatlan szimpátiája az ügyfelekkel néha szembe állítja Harvey-val.
- Rick Hoffman (szinkron: Kardos Róbert) személyesíti meg Louis Litt-et, egy junior partner a cégnél aki a Mike-hoz hasonló társakat felügyeli, és ő és Harvey közt van egy kis versengés. Dühös Jessica-ra, a cég vezetőjére, mert Jessica általában Harvey-t részesíti előnyben, miközben Louis sokkal többet dolgozik. Miután Daniel Hardman visszatér a céghez Louis Hardmant támogatja Jessica helyet. Louis-t Hardman később előlépteti a második évadban senior partnerré, hogy megszerezze Louis partneri szavazatát.
- Meghan Markle (szinkron: Tornyi Ildikó) személyesíti meg Rachel Zane-t, aki jogi asszisztens a cégnél. Mike és Rachel kölcsönösen vonzódik egymáshoz. Szeretne ügyvéd lenni, de túlzott "teszt-stressze" miatt, nem tudott felvételt nyerni a Harvardra. A második évadban végre leteszi a felvételi vizsgát (Lsat)
- Sarah Rafferty (szinkron: Mics Ildikó) személyesíti meg Donna Paulsen-t, Harvey titkárát és bizalmasát. Évtizedek óta Harveyval dolgozik.
- Gina Torres (szinkron: Sági Tímea) személyesíti meg Jessica Pearson-t, a Pearson Hardman cég vezetőjét, és Harvey legnagyobb mentorát. A második évadban a cég másik alapítója, és Jessica volt mentora Daniel Hardman megpróbálja vissza szerezni a vezetői pozíciót, de nem jár sikerrel.

### Mellékszereplők
- Tom Lipinski személyesíti meg Trevor Evans-t, Mike legjobb barátját.
- Vanessa Ray személyesíti meg Jenny Griffith-t, Trevor barátnőjét. Szakít Trevorral és elkezd randizni Mike-al. Szakít Mike-kal amikor rájön, hogy Mike szereti Rachel-t
- Rebecca Schull személyesíti meg Edith Ross-t, Mike nagyanyját, aki Mike szüleinek tragikus halála óta neveli a fiút.
- Max Topplin személyesíti meg Harold Gundelsont, aki gyerekessége miatt ő a show bohóca. Ő is egy Mike-hoz hasonló munkatárs
- Eric Close személyesíti meg Travis Tanner-t, aki Harvey legnagyobb riválisa.
- David Costabile személyesíti meg Daniel Hardman-t, aki Jessica Pearson-nel alapította meg a Pearson Hardman nevű ügyvédi irodát. Ő a cég volt vezetője, de Jessica és Harvey rájött, hogy Hardman az ügyfelektől lopott pénzből fizeti szeretőjét, miközben felesége haldoklik.

## Epizódok
| Évad | Évad | Részek száma | Részek száma | Eredeti sugárzás | Eredeti sugárzás    | Eredeti adó | Magyar sugárzás      | Magyar sugárzás    | Magyar adó |
| Évad | Évad | Részek száma | Részek száma | Évadbemutató     | Évadzáró            | Eredeti adó | Évadbemutató         | Évadzáró           | Magyar adó |
| ---- | ---- | ------------ | ------------ | ---------------- | ------------------- | ----------- | -------------------- | ------------------ | ---------- |
|      | 1.   | 12           | 12           | 2011. június 23. | 2011. szeptember 8. | USA Network | 2013. szeptember 6.  | 2013. november 21. | TV2        |
|      | 2.   | 16           | 16           | 2012. június 14. | 2013. február 21.   | USA Network | 2014. április 11.    | 2014. július 25.   | TV2        |
|      | 3.   | 16           | 16           | 2013. július 16. | 2014. április 10.   | USA Network | n. a.                | n. a.              | n. a.      |
|      | 4.   | 16           | 16           | 2014. június 11. | 2015. március 4.    | USA Network | n. a.                | n. a.              | n. a.      |
|      | 5.   | 16           | 16           | 2015. június 24. | 2016. március 2.    | USA Network | n. a.                | n. a.              | n. a.      |
|      | 6.   | 16           | 16           | 2016. július 13. | 2017. március 1.    | USA Network | 2017. szeptember 20. | 2018. január 16.   | TV2        |
|      | 7.   | 16           | 16           | 2017. július 12. | 2018. április 25.   | USA Network | 2018. augusztus 29.  | n. a.              | n. a.      |
|      | 8.   | 16           | 16           | 2018. július 18. | 2019. február 28.   | USA Network | n. a.                | n. a.              | n. a.      |